# فولتا كاتالونيا 1946
فولتا كاتالونيا 1946 (بالإسبانية: Volta a Cataluña 1946)‏ هو سباق دراجات هوائية، وهو الموسم رقم 26 من السباق، وأقيم خلال الفترة 8 سبتمبر 1946، وحتى 15 سبتمبر 1946.
فاز فيه بالمركز الأول  خوليان بيرينديرو، وبالمركز الثاني  غوتفريد ويلينمان الابن، وبالمركز الثالث  برناردو كابو.

## الفائزون
| الترتيب | الفائز                 |
| ------- | ---------------------- |
| الفائز  | خوليان بيرينديرو       |
| الثاني  | غوتفريد ويلينمان الابن |
| الثالث  | برناردو كابو           |